# El tercer hombre era mujer
El tercer hombre era mujer es un drama ambientado en el mundo de la política, dirigido por Daniel Mann y protagonizado por Susan Hayward y Dean Martin.
El guion de la película se basa en la novela Ada Dallas de Wirt Williams. 
La canciónMay the Lord Bless You Real Good fue compuesta por Wally Fowler, Bronislau Kaper y Warren Roberts.

## Argumento
Un candidato a gobernador se casa con una mujer de armas tomar. Su mujer le ayudará más de lo que cree en su carrera profesional, ya que conseguirá que la gente lo respete.

## Otros créditos
- Fecha de estreno: 25 de agosto de 1961.
- Productora: Avon Productions y Chalmar
- Distribuidora: Metro-Goldwyn-Mayer
- Color: Metrocolor
- Sonido: Westrex Recording System
- Sonido: Franklin Milton y Conrad Kahn
- Director musical: Robert Armbruster
- Asistente de dirección: Al Jennings y Michael Messinger
- Montaje: Ralph E. Winters
- Asistente de edición: Rita Roland
- Efectos especiales: Lee LeBlanc
- Dirección artística: Edward C. Carfagno y George W. Davis
- Decorados: Henry Grace y Jack Mills
- Diseño de vestuario: Helen Rose
- Maquillaje: William Tuttle
- Peluquería: Mary Keats